# Joan Holloway
Joan P. Holloway (Harris da sposata) è un personaggio immaginario protagonista della serie televisiva statunitense Mad Men, creato da Matthew Weiner e interpretato dall'attrice Christina Hendricks.

## Caratteristiche
Il personaggio di Joan ha alcuni tratti della tipica femme fatale, sexy, provocante e decisa, tuttavia il creatore di Mad Men, Matthew Weiner, ha dichiarato di aver cercato di non ridurla a uno stereotipo, ma di ritrarla come imprevedibile e complessa. Secondo il quotidiano The Boston Globe, Joan Holloway occupa "una specie di posizione a metà fra gli altri due personaggi femminili più importanti della serie, che incarnano due opposte scelte di vita per le donne dell'epoca": mentre Betty Draper (January Jones) rinuncia alla sua carriera di modella per diventare moglie e casalinga, e Peggy Olson (Elisabeth Moss) cerca di affermarsi come copywriter in un ambiente ancora profondamente maschilista, Joan Holloway è divisa tra l'aspirazione tradizionale al matrimonio e la carriera.
Accanto al lato della sua personalità più vistoso e provocante, però, Joan nasconde anche una certa fragilità, che si rivela ad esempio nella sua reazione alla notizia della morte di Marilyn Monroe: identificandosi con la celebre attrice, anch'ella teme di essere usata dagli uomini e di ritrovarsi però sola.

## Storia del personaggio
Joan Holloway è nata il 24 febbraio 1931.
Nel corso delle prime tre stagioni della serie, ricopre il ruolo di office manager nell'agenzia pubblicitaria Sterling Cooper, e fra i suoi compiti principali vi sono gestire la squadra di segretarie e stenografe e provvedere alle richieste dei vari impiegati. Dalla personalità forte e carismatica, rispettata ma anche temuta dalle altre ragazze, Joan conosce tutti i segreti e i meccanismi dell'ufficio, e fin dall'inizio tenta di istruire l'ultima arrivata, la giovane segretaria Peggy Olson: i suoi consigli, però, non sono sempre ben accolti dalla ragazza, e fra le due donne, dai caratteri molto diversi, il rapporto inizialmente è complicato.
Sentimentalmente, nell'episodio pilota della serie si apprende che in passato è stata legata al copywriter Paul Kinsey. Durante la prima stagione, nel corso dell'episodio Babilonia viene rivelato che Joan è l'amante del capo dell'agenzia, Roger Sterling (interpretato dall'attore John Slattery), ma la relazione viene troncata dopo che l'uomo ha un violento attacco cardiaco.
Nella seconda stagione, Joan si fidanza con un giovane medico di nome Greg Harris (Samuel Page). La donna ha sempre desiderato trovare un buon marito, ma allo stesso tempo per la prima volta comincia a temere che il matrimonio la costringerà al ruolo di triste casalinga annoiata: difatti, Joan ama molto il suo lavoro e, quando le vengono temporaneamente assegnate altre responsabilità, come quella di visionare le sceneggiature di vari programmi televisivi per determinare in quali inserire pubblicità, le svolge con impegno e passione. Tuttavia, in quanto donna, il suo talento e le sue doti sono sempre misconosciuti.
Con il fidanzato Greg, profondamente insicuro e dentro di sé intimidito dalla personalità dominante della donna, il rapporto si incrina quando egli la forza ad avere un rapporto sessuale non consensuale nell'ufficio di Don Draper (nell'episodio Il re della montagna); tuttavia, dalla terza stagione i due sono sposati: a seguito delle nozze, e contando nella promozione del marito, Joan lascia, a malincuore, il suo posto alla Sterling Cooper (proprio nel corso del suo ultimo giorno, però, dimostra ancora una volta quanto la sua presenza fosse preziosa in ufficio fronteggiando con prontezza un'imprevista emergenza). La promozione di Greg però non arriva, e Joan è costretta a trovare un nuovo lavoro come commessa in un grande magazzino, dove casualmente la incontra l'ex collega Pete Campbell: sebbene Joan rimanga esteriormente impassibile, appare chiaro che ella avrebbe preferito che i suoi vecchi colleghi non venissero a conoscenza del fatto che aveva dovuto tornare a lavorare.
I continui fallimenti di Greg sul lavoro causano numerosi litigi tra marito e moglie: preoccupata per la loro situazione finanziaria, Joan chiede aiuto all'ex amante Roger perché le trovi un lavoro analogo a quello che aveva alla Sterling Cooper. Greg, senza consultarsi con Joan, decide improvvisamente di arruolarsi per poter esercitare la sua professione di medico nell'esercito. Tuttavia, nell'episodio finale della terza stagione, Joan torna comunque a lavorare quando Don, Roger, Bert Cooper e Lane Pryce la contattano per entrare a far parte della nuova agenzia Sterling Cooper Draper Pryce.
Nella quarta stagione, Joan ricopre nuovamente un ruolo essenziale per il funzionamento organizzativo e logistico dell'agenzia, e con la consueta abilità: ancora una volta però le gratificazioni, anche dal punto di vista economico, sono molto minori di quelle dei colleghi uomini e, anzi, deve ancora lottare per avere il rispetto che merita. Greg e Joan desidererebbero un figlio, ma le cose sono complicate dal fatto che egli, sostenuto un corso di addestramento, deve partire per il Vietnam. Durante la sua assenza, Joan e Roger finiscono per fare l'amore; nonostante la donna subito chiarisca di non avere intenzione di proseguire la relazione, si rende ben presto conto di essere rimasta incinta. Joan e Roger sono d'accordo nel ritenere che la gravidanza vada subito interrotta, e la donna si reca quindi in uno studio medico che pratica aborti; tuttavia, nell'ultimo episodio della stagione, si scopre che in realtà ha deciso di tenere il bambino, e di far credere al marito che il figlio sia il suo.
La quinta stagione della serie prende avvio alla fine di maggio del 1966: Joan ha da poco partorito un bambino di nome Kevin, tuttavia le mancano il lavoro e i colleghi. Quando scopre che il marito Greg, di ritorno a New York per una licenza, si è offerto volontario per un altro anno in Vietnam, va su tutte le furie e decide di piantarlo.
Roger, che prima non aveva voluto saperne, vorrebbe cominciare a far parte della vita del bambino ma Joan non vuole; ora Greg è considerato un eroe di guerra e lei preferisce che Kevin creda che sia lui suo padre. 
Nel corso della quinta stagione, Joan si trova costretta ad andare a letto con un possibile cliente, perché per l'agenzia è fondamentale accaparrarselo. Decide dunque di fare questo sacrificio per la SCDP, a patto di diventare socia dell'agenzia.
Alla fine della stagione, Joan decide infine di permettere a Roger di far parte della vita di suo figlio, ma non della sua.

## Sviluppo
Nel creare il personaggio di Joan, l'ideatore della serie, Weiner, fu ispirato dai libri di Helen Gurley Brown; inizialmente, immaginava la figura di Joan Holloway più bassa, meno vistosa e più sarcastica, ma cambiò totalmente l'impostazione del personaggio quando la Hendricks venne scritturata per la parte. Tuttavia, secondo il progetto iniziale Joan Holloway non doveva essere un personaggio del cast principale, ma solo un ruolo ricorrente: ma, a causa dell'interpretazione più che convincente della Hendricks e del suo carisma sulla scena, ben presto la sua parte venne ampliata.
Christina Hendricks si presentò ai provini per Mad Men inizialmente per la parte di Midge Daniels, un personaggio secondario che compare nel corso della prima stagione, ma le venne chiesto di tornare per sostenere il provino per la parte di Joan Holloway; le era stata data solo una piccola parte del copione, perciò, quando aveva letto la scena dell'episodio pilota in cui Peggy Olson, un altro personaggio, si reca da un ginecologo, la Hendricks era rimasta alquanto perplessa, poiché non sapeva ancora che la serie era ambientata negli anni sessanta.

## Filmografia
- Mad Men - serie TV, 92 episodi (2007-2015)